# Come io vedo il mondo
Come io vedo il mondo (o Il mondo come io lo vedo, in lingua tedesca Mein Weltbild) è una raccolta di brevi saggi scritti da Albert Einstein, pubblicata la prima volta nel 1934.

## Storia editoriale
La prima edizione di Mein Weltbild venne pubblicata nel 1934. Einstein, già trasferitosi negli Stati Uniti d'America, permise in tale occasione all'amico «J.H.» di raccogliere in un libro alcuni suoi scritti relativi alla scienza, al giudaismo, alla politica e al pacifismo. Nel libro non vi è alcun riferimento ai luoghi in cui i brani erano stati originariamente pubblicati. Il curatore dell'edizione originale specificò che il libro non costituiva «una raccolta completa degli articoli, degli interventi e delle dichiarazioni di Albert Einstein» ma si trattava di «una scelta fatta con uno scopo preciso: illustrare la figura di un uomo».
Alan Harris, in quello stesso anno, si occupò della traduzione della raccolta in lingua inglese, pubblicata poi con il titolo di The World as I See It. Nell'edizione in inglese tuttavia l'ordine dei brani era differente ed erano presenti delle aggiunte rispetto all'edizione tedesca. Come io vedo il mondo, tradotto da Remo Valori, rappresenta la prima traduzione italiana parziale di The World as I See It.
Nel 1953 venne pubblicata una nuova edizione di Mein Weltbild, a cura di Carl Seelig, rivista e molto ampliata, contenente anche alcuni scritti di divulgazione scientifica. L'anno successivo la nuova edizione venne tradotta anche in inglese con il titolo di Ideas and Opinions, con l'aggiunta di altri saggi. Molti dei brani inclusi in tale raccolta compaiono anche in Out of My Later Years.

### Edizioni
- (DE) Albert Einstein, Mein Weltbild, Amsterdam, Querido Verlag, 1934.
- (EN) Albert Einstein, The World as I See It, traduzione di Alan Harris, New York, Covici-Friede, 1934.
- (DE) Albert Einstein, Mein Weltbild, a cura di Carl Seelig, Zurigo, Europa, 1953.
- (EN) Albert Einstein, Ideas and Opinions, a cura di Carl Seelig, traduzione di S. Bargmann, New York, Crown, 1954.
- Albert Einstein, Come io vedo il mondo, traduzione e prefazione di Remo Valori, Bologna, Giachini, 1955.
- Albert Einstein, Come io vedo il mondo, traduzione e prefazione di Remo Valori, Roma, Newton Compton Editori, 1975.
- Albert Einstein, Opere scelte, a cura di Enrico Bellone, Torino, Bollati Boringhieri, 1988, ISBN 978-88-339-0442-9.
- Albert Einstein, Il significato della relatività. Il mondo come io lo vedo, traduzioni di Emanuele Vinassa de Regny e Walter Mauro, Roma, Newton Compton Editori, 2015, ISBN 978-88-541-7172-5.